# Оливейра (Минас-Жерайс)
Оливейра (порт. Oliveira) — муниципалитет в Бразилии, входит в штат Минас-Жерайс. Составная часть мезорегиона Запад штата Минас-Жерайс. Входит в экономико-статистический микрорегион Оливейра. Население составляет 40 966 человек на 2006 год. Занимает площадь 896,494 км². Плотность населения — 45,7 чел./км².

## История
Город основан 19 сентября 1861 года.

### Выдающиеся уроженцы
- Карлус Шагас (1879—1934) — врач-эпидемиолог, впервые описал болезнь Шагаса.

## Статистика
- Валовой внутренний продукт на 2003 год составляет 174 360 178,00 реалов (данные: Бразильский институт географии и статистики).
- Валовой внутренний продукт на душу населения на 2003 год составляет 4440,94 реалов (данные: Бразильский институт географии и статистики).
- Индекс развития человеческого потенциала на 2000 год составляет 0,770 (данные: Программа развития ООН).